# Ernesto Valverde Tejedor
Ernesto Valverde Tejedor, (Viandar de la Vera, 9 de febrer de 1964) és un exjugador i entrenador de futbol espanyol, que ha desenvolupat la major part de la seva carrera futbolística com a jugador durant les dècades de 1980 i 1990 en equips bascos, catalans i mallorquins. Com a entrenador va destacar al RCD Espanyol i a l'Olympiakos FC, on va aconseguir guanyar la Lliga i Copa gregues en una temporada, abans de fitxar pel FC Barcelona, on s'hi va estar tres temporades.

## Biografia

### Com a jugador
Malgrat néixer a Extremadura, la família Valverde aviat es traslladà al País Basc, concretament a Vitòria, on Valverde realitzà les seves primeres passes futbolístiques a les files del Deportivo Alavés. Posteriorment formà part del Sestao Sport Club.
La seva consagració definitiva es produí quan arribà al RCD Espanyol l'estiu de 1986 de la mà de l'entrenador Javier Clemente. Ràpidament Valverde es convertí en una peça clau de l'equip periquito que aconseguí finalitzar 3r de la Lliga espanyola de futbol de la temporada 1986-87 i finalista de la Copa de la UEFA de 1988 que perdé la final davant del Bayer Leverkusen.
Després de la seva gran etapa al RCD Espanyol fou traspassat al FC Barcelona, on no tingué gaire bona sort, en part a causa de les nombroses lesions que sofrí. Valverde disputà 22 partits i anotà 8 gols, i va guanyar durant la seva etapa blau-grana la Recopa d'Europa de 1989 i la Copa del Rei de 1990.
L'any 1990 marxà a l'Athletic Club, on jugà durant 6 temporades, tot disputant-hi 170 partits i marcant 44 gols. Després del seu pas per l'Athletic Club jugà la seva última temporada professional a les files del RCD Mallorca.
Disputà un partit amb la selecció espanyola el 10 d'octubre de 1990, contra Islàndia.

### Com a entrenador
Després de la seva retirada com a jugador, Valverde immediatament s'incorporà d'entrenador a les categories inferiors de l'Athletic Club, on realitzà una gran tasca. L'any 2003 es fa càrrec del primer equip, al qual aconseguí classificar per la Copa de la UEFA a la seva primera temporada. Les seves desavinenteses amb la directiva blanc-i-vermella la temporada 2004-05 forçà la seva sortida del club.
L'any 2006, després d'un any sabàtic, firmà contracte amb el RCD Espanyol, on no tingué un inici senzill, això no obstant, a poc a poc l'equip anà recomponent-se fins al punt que aconseguí classificar-lo per la final de la Copa de la UEFA gràcies a les grans parades de Gorka Iraizoz i els gols de Ferran Corominas, això no obstant, novament la mala sort deixà Valverde i el RCD Espanyol sense títol, en caure derrotat enfront del Sevilla FC a la tanda de penals en una final disputada a Glasgow.
La temporada 2008-09 inicià una nova aventura com a entrenador de l'Olympiacos FC, després de renunciar al càrrec d'entrenador periquito. En el seu primer any a Grècia aconseguí el doblet en guanyar Lliga i Copa. Malgrat tot, decidí deixar la banqueta hel·lènica i fitxar pel Vila-real CF. El 31 de gener de 2010 el Vila-real va anunciar el seu acomiadament després dels mals resultats de l'equip.
El 7 d'agost de 2010, Valverde va tornar a l'Olympiacos, en el lloc d'Ewald Lienen, que havia estat entrenador un curt període.
El 2013 va tornar a l'Athletic Club. La seva bona campanya a la banqueta la temporada 2014-2015 faria arribar el conjunt bilbaí a la final de la Copa del Rei, on perdria per 3-1 contra el FC Barcelona. No obstant això, l'agost del mateix any, es va prendre la revenja al guanyar la Supercopa d'Espanya als culers, amb un contundent 5-1 en el còmput total de gols (4-0 a San Mamés i 1-1 al Camp Nou).

### FC Barcelona
El 29 de maig de 2017 el president del Barça, Josep Maria Bartomeu, va anunciar oficialment la seva incorporació al FC Barcelona en qualitat de primer entrenador, en substitució de Luis Enrique Martínez. La seva primera campanya es va saldar amb dos títols, la Lliga i la Copa del Rei, però en canvi, a la Lliga de Campions, l'equip va quedar eliminat de forma sorprenent als quarts de final contra l'AS Roma.
A mitjans de la seva segona temporada, el 15 de febrer de 2019, amb l'equip líder a la lliga, va signar la renovació del contracte per la temporada següent (2019-20) més una altra d'opcional.
El 13 de gener del 2020 el Futbol Club Barcelona va fer oficial la seva destitució, alhora que anunciava el fitxatge fins a l'any 2022 de Quique Setién.

## Palmarès com a jugador
| Títol           | Club         | Any  |
| --------------- | ------------ | ---- |
| Subcampió UEFA  | RCD Espanyol | 1988 |
| Recopa d'Europa | FC Barcelona | 1989 |
| Copa del Rei    | FC Barcelona | 1990 |

## Palmarès com a entrenador
| Títol                            | Club          | Any  |
| -------------------------------- | ------------- | ---- |
| Subcampió UEFA                   | RCD Espanyol  | 2007 |
| Lliga grega                      | Olympiakos FC | 2009 |
| Copa grega                       | Olympiakos FC | 2009 |
| Lliga grega                      | Olympiakos FC | 2011 |
| Lliga grega                      | Olympiakos FC | 2012 |
| Copa grega                       | Olympiakos FC | 2012 |
| Subcampió Copa del Rei de futbol | Athletic Club | 2015 |
| Supercopa d'Espanya              | Athletic Club | 2015 |
| Copa del Rei                     | FC Barcelona  | 2018 |
| Lliga espanyola                  | FC Barcelona  | 2018 |
| Supercopa d'Espanya              | FC Barcelona  | 2018 |
| Lliga espanyola                  | FC Barcelona  | 2019 |
| Copa del Rei de futbol           | Athletic Club | 2024 |